# Dalia (Vorname)
Dalia oder Daliah ist ein weiblicher Vorname unterschiedlicher Herkunft.

## Namensträgerinnen
- Dalia Asanavičiūtė (* 1975), litauische Politikerin, Mitglied des Seimas
- Dalia Grybauskaitė (* 1956), litauische Politikerin, Präsidentin und Finanzministerin, EU-Finanzkommissarin
- Dalia Hernández (* 1985), mexikanische Tänzerin und Schauspielerin
- Dalia Itzik (* 1952), israelische Politikerin
- Dalia Kuodytė (1962–2023), litauische Historikerin und Politikerin
- Dalia Kutraitė-Giedraitienė (* 1952), litauische Journalistin und Politikerin
- Dalia Kuznecovaitė (* 1988), litauische Geigerin
- Daliah Lavi (1942–2017), israelische Sängerin und Schauspielerin
- Dalia Marin, österreichische Volkswirtschaftlerin
- Dalia Messick (1906–2005), US-amerikanische Comic-Zeichnerin, siehe Dale Messick
- Dalia Miniataitė (* 1961), litauische Politikerin und Vizeministerin
- Dalia Ofer (* 1939), israelische Neuzeithistorikerin
- Dalia Rabikovich (1936–2005), israelische Dichterin und Friedensaktivistin
- Dalia Rabin-Pelossof (* 1950), israelische Politikerin und Knessetabgeordnete
- Dalia Schmidt-Foß (* 2002), deutsche Synchronsprecherin und Influencerin
- Dalia Sofer (* 1972), US-amerikanische Schriftstellerin
- Dalia Štraupaitė (* 1959), litauische Politikerin und Bürgermeisterin
- Dalia Teišerskytė (1944–2023), litauische Journalistin, Dichterin und Politikerin